# هيلج غوستافسون
هيلج غوستافسون (بالسويدية: Helge Gustafsson)‏ هو لاعب جمباز فني سويدي، ولد في 16 يناير 1900 في أوربرو في السويد، وتوفي بنفس المكان في 5 أكتوبر 1981.

## وصلات خارجية
- هيلج غوستافسون على موقع اللجنة الأولمبية الدولية (الإنجليزية)
- هيلج غوستافسون على موقع أوليمبيديا (الإنجليزية)
- هيلج غوستافسون على موقع اللجنة الأولمبية السويدية (السويدية)